# 1139 Atami
1139 Atami è un asteroide areosecante. Scoperto nel 1929, presenta un'orbita caratterizzata da un semiasse maggiore pari a 1,9472842 au e da un'eccentricità di 0,2558077, inclinata di 13,08601° rispetto all'eclittica. La sua orbita lo porta ad essere un asteroide areosecante radente esterno.
L'asteroide è dedicato all'omonima città portuale giapponese.
Nel 2006 ne è stata scoperta la probabile natura binaria, senza tuttavia assegnare un nome pur provvisorio al satellite. Le due componenti del sistema, distanti tra loro 15 km, avrebbero dimensioni comparabili di circa 6 e 5 km. Questa configurazione porrebbe il baricentro esternamente a entrambi i corpi che ruoterebbero intorno ad esso in circa 27,45 ore.